# Einar Lund
Einar Carl Otto Lauritz Lund (12. september 1902 i København – 16. januar 1982) var en dansk officer.
Han var søn af artillerikaptajn, direktør Carl Lund (død 1965) og hustru Anna født Selchau-Hansen (død 1926), blev student fra Gammel Hellerup Gymnasium 1921, premierløjtnant i artilleriet 1925, var tjenstgørende ved Københavns Søbefæstning 1925-26, ved 3. artilleriafdeling 1926-29 og tog afgangseksamen fra Hærens Officersskoles våbentekniske kursus 1932. Einar Lund var ansat ved Hærens Laboratorium og Ammunitionsarsenal 1932-49, leder af  Artilleriammunitionsgruppen 1936-49, blev kaptajnløjtnant 1934, kaptajn 1937 og våbeningeniør i Hærens Tekniske Korps 1942. Under Besættelsen flygtede han 1943 til Sverige, hvor han blev civilingeniør ved det svenske flygvapens materielsektion 1943-44 og var tilforordnet den svenske sprängämneinspektion 1943-44. Han var dernæst chef for materielsektionen ved Den Danske Brigade 1944-45. 
Efter krigen blev han ansat ved Hærens Tekniske Korps' konstruktionsafdeling, blev oberstløjtnant og leder af skytskontoret 1949, chef for beholdningsafdelingen 1950-59, oberst i Forsvarets Krigsmaterielforvaltning 1951, generalmajor og generaltøjmester sammesteds 1959, chef for Forsvarets Krigsmaterielforvaltning 1959-62, chef for Hærens Tekniske Korps 1962-67 og fik afsked 1967.
Han var på tjenesterejser i Europa og USA for at forhandle om og kontrollere våben- og ammunitionsleverancer samt studere våben- og ammunitionsfremstilling m. v.
Einar Lund var Kommandør af 1. grad af Dannebrogordenen og dekoreret med Sværdordenen, bar Medaljen for Ædel Dåd og Hæderstegnet for god tjeneste ved Hæren. Han blev medlem af Dansk Ingeniørforening 1932, medlem af bestyrelsen for Artilleriofficersforeningen 1941-45, medorganisator af og lærer ved Hærens Sprængningstjeneste 1941-43, lærer ved våbenteknisk kursus på Hærens Officersskole 1946-51, ved Forsvarsakademiet 1951-53, censor ved Forsvarsakademiet i skytskonstruktion, ammunitionskonstruktion, eksplosivstoflære og fysik 1953-67, medlem af Hærens og Søværnets krudt-og gaskommission 1949-52, af Forsvarets E1953-67, formand 1958-67 og medlem af Forsvarets fabriksstyrelse 1952-54, formand for styrelsen af Oberst T.V. Hegelund's legat for officersdøtre og officersenker 1965, æresøverste i De danske Forsvarsbrødre 1968 og medlem af bestyrelsen for Redningsmedailleselskabet fra 1970. Han modtog L. Klubiens Mindelegat 1948 for fremragende, modig og fortjenstfuld handling under luftbombardement. 
Han forfattede lærebøger om sprængstoffer, sprængningsteknik og bombemateriel samt kroniker og artikler om militærtekniske emner.
Einar Lund blev gift 2. april 1927 med skoleleder Inger Busse (5. marts 1905 på Frederiksberg - ?), datter af læge Rudolf Busse (død 1904) og hustru, skolebestyrerinde Kirsten Busse født Lund (død i960).